# 拇指笔螺
拇指笔螺（学名：Pterygia dactylus），是新腹足目笔螺科芋笔螺属的一种。主要分布于新加坡、印度尼西亚、台湾，常栖息在浅海。